# Ак Барс — Динамо
«Ак Барс-Динамо» — команда по хоккею с мячом из Казани. Играет в Суперлиге чемпионата России.

## История
В 1926 году в ТАССР было образовано ФСО «Динамо». И одной из команд, которая стала с этого года выступать под эгидой клуба, стала команда по хоккею с мячом. Выступала в чемпионатах СССР (в 1949—1950 и 1951—1953 годах, в первой группе класса «А» — нынешней высшей лиге). В 1960-х годах перестала выступать и распалась.
В 1943 году при предприятии № 157 создалась заводская команда. С 1958 года представляет Казань на всесоюзных соревнованиях. С 1959 года команда носит название «Ракета».
С 1964 по 1970 годы «Ракета» выступала в первой группе класса «А» (ныне — первая лига). С 1971 по 1979 год участвует в Кубке ВЦСПС и чемпионате РСФСР. С 1979 года выступает во второй лиге первенства СССР. В 1981 году выходит в первую лигу, в 1996 году выигрывает свою группу и через финальный турнир попадает в высшую лигу.
С 1996 года выступает в высшей лиге. В высшую лигу команду вывел тренер Олег Севрюгин. Клуб занял 6-е место в сезонах 1999/2000 и 2006/07.
В сезоне 2005/06 команда заняла в чемпионате последнее место, однако в связи с отказом играть в высшей лиге со стороны победителя первой лиги клуба «Мончегорск-Североникель» сохранила место в элитном дивизионе.
В 2008 году клуб был переименован в «Динамо-Казань». Название «Ракета» носил фарм-клуб в 2008—2011 годах.
В сезоне 2008/09 команда впервые в своей истории завоевала бронзовые медали чемпионата России. Лучшим бомбардиром клуба в этом сезоне стал швед Патрик Нильссон, забивший 47 мячей.
В сезоне 2009/10 «Динамо-Казань» стало обладателем Кубка чемпионов, проходившего в г. Эдсбюн, Швеция.
В ноябре 2009 года команда впервые в истории завоевывает Кубок России.
В 2010 году становятся первой командой, взявшей у московского «Динамо» 4 очка в чемпионате России, а в 2011 году — 6 очков из 6 возможных.
18 мая 2010 года главным тренером назначен Владимир Янко (контракт 2+1).
Вперёд
17 января 2011 года впервые в своей истории клуб «Динамо-Казань» возглавил рейтинг сильнейших клубов мира по версии Международной федерации бенди.
29 марта 2011 года в третьем решающем матче финальной серии на стадионе «Ракета» в присутствии 7100 зрителей «Динамо-Казань» обыграло московских одноклубников со счётом 4:2 (первый матч 25 марта в Москве — 7:11, второй матч 28 марта в Казани — 8:4) и завоевало свой первый чемпионский титул в российских первенствах.
20 июля 2015 года бывший главный тренер сборной России Сергей Фирсов назначен на пост главного тренера казанского «Динамо» вместо Дмитрия Щетинина.
28 сентября 2018 года досрочно прекращён срок действия контракта с главным тренером хоккейного клуба «Динамо-Казань» Сергеем Фирсовым по обоюдному согласию сторон. 1 октября 2018 года игрокам команды «Динамо-Казань» был представлен новый главный тренер, им стал заслуженный мастер спорта, в прошлом прославленный голкипер, двукратный чемпион мира в составе сборной России Ильяс Хандаев.
В сентябре 2020 года главным тренером ХК «Ак Барс — Динамо» назначен Александр Епифанов.
Лучший бомбардир в истории команды — Сергей Харитонов (527 мячей в чемпионатах и кубках страны).

## Достижения
Национальные
 Победитель чемпионата России:
- 2010/2011.

 Серебряный призёр чемпионата России:
- 2011/2012.

 Бронзовый призёр чемпионата России:
- 2008/2009, 2012/2013, 2013/2014.

 Обладатель Кубка России:
- 2009, 2013.

Международные
 Обладатель Кубка мира:
- 2010.

 Финалист Кубка мира:
- 2013.

 Обладатель Чемпионского кубка Эдсбюна:
- 2009.

## Стадион
Свои домашние игры «Динамо-Казань» проводит на стадионе «Ракета» (7500 зрителей), в сезоне 2010/11 матчи проводились также и на стадионе «Трудовые Резервы» (5000 зрителей). Стадион «Ракета» — одно из старейших спортивных сооружений Казани, построено в 1947, в 1999 году претерпело масштабную реконструкцию, в ходе которой арена обзавелась помимо прочего полем с искусственным льдом.